# 高橋瑠璃
高橋 瑠璃（たかはし るり、2000年7月13日 - ）は、日本の柔道選手。宮崎県出身。階級は78kg超級。身長165cm。体重103Kg。血液型はB型。組み手は左組み。得意技は大外刈。父親は100kg超級で活躍していた高橋宏明。

## 経歴
柔道は3歳の時に父親の影響で始めた。講道館の春日柔道クラブに所属していた小学校5年の時に、全国小学生学年別柔道大会の40kg超級準決勝でバルセロナオリンピック71kg級金メダリストの古賀稔彦の娘である神奈川県代表の古賀ひよりに横四方固で敗れて3位だった。6年の時には45kg超級に出場するが3回戦で敗れた。全国少年柔道大会の団体戦では準決勝のつくばユナイテッド戦で個人戦で優勝した村尾三四郎と引き分けるなどして優勝した。
帝京中学へ進むと、1年の時には全国中学校柔道大会の団体戦で3位になった。2年の時には全国中学校柔道大会の個人戦70kg超級で3位となった。3年の時には全国中学校柔道大会の個人戦で準決勝までオール一本勝ちするも、決勝で世界カデチャンピオンである田主丸中学3年の素根輝に指導2で敗れた。団体戦では決勝の田主丸中学戦で古賀早也香を横四方固で破るも、1年後輩の藤城心などが敗れたことで2位にとどまった。続くマルちゃん杯でも準決勝の田主丸中学戦で古賀早也香を判定で破るも、藤城などが敗れたことで3位だった。
帝京高校へ進むと、1年の時にはドイツカデ国際で優勝するも、インターハイの78kg超級では初戦で敗れた。全国高校選手権では個人戦無差別と団体戦でともに5位だった。2年の時には全日本カデの準決勝で夙川学院高校2年の吉峰芙母絵に指導2で敗れて3位だった。インターハイの個人戦では準々決勝で南筑高校2年の素根輝に反則負けして5位だった。団体戦では決勝で桐蔭学園高校と対戦すると、代表戦で70kg級の朝飛七海にGSに入ってから技ありを取られて2位に終わった。全日本ジュニアでは準決勝で三井住友海上の児玉ひかるに反則負けして3位だった。全国高校選手権では決勝で藤枝順心高校1年の米川明穂を横四方固で破って優勝した。団体戦では決勝の夙川学院高校戦で吉峰と引き分けるが、他の選手が敗れたために2位にとどまった。3年の時にはロシアジュニア国際でオール一本勝ちして優勝した。インターハイの団体戦は3回戦で敗れるも、個人戦では決勝で米川を技ありで破って優勝した。全日本ジュニアでは3位だった。
2019年には山梨学院大学へ進学すると、1年の時には全日本学生優勝大会で2位だったが、全日本ジュニアで優勝した。全日本学生学生体重別では決勝で東海大学1年の児玉ひかるに敗れて2位だった。世界ジュニアでは準決勝まで全て一本勝ちすると、決勝では韓国のキム・ハユンに技ありを先取されるも攻め返すと、終了間際に逆転の反則勝ちを収めて優勝した。団体戦では準決勝のフランス戦、決勝のロシア戦でともに一本勝ちしてチームの優勝に貢献した。2年の時には10月の講道館杯準々決勝で綜合警備保障の秋場麻優に技ありで敗れるも3位になった。12月には全日本選手権に出場するも、3回戦で78㎏級の選手である綜合警備保障の梅木真美に反則負けを喫した。3年の時には全日本選抜体重別決勝でコマツの冨田若春に反則負けして2位だった。全日本学生優勝大会では3位だった。全日本学生学生体重別では優勝した。4年の時には体重別の準決勝で児玉に反則負けして3位だった。続く全日本選手権では3回戦で東京オリンピック57㎏級銅メダリストであるコマツの芳田司を有効で破るも、準々決勝で冨田に技ありで敗れた。5月の全日本強化選手選考会では優勝した。なお、朝比奈沙羅がケガをしたため、世界団体の代替メンバーに選ばれた。10月の世界団体では予選のみの出場だったが勝利を収めると、その後チームも優勝を飾った。講道館杯では3位だった。
2023年4月からはSBC湘南美容クリニックの所属となった。体重別では準決勝でコマツの冨田若春に払腰で敗れて3位だった。5月のグランプリ・リンツでは準決勝以外全て一本勝ちして、IJFワールド柔道ツアー初優勝を飾った。9月のアジア大会団体戦では、準決勝の韓国戦で今大会の個人戦で優勝したキム・ハユンを技ありで破ると、決勝のウズベキスタン戦では自分の出番が回ってくる前にチームが優勝を決めた。11月の講道館杯では決勝で綜合警備保障の瀨川麻優に反則勝ちして、父娘2代で今大会を制することになった。12月のグランドスラム・東京では2回戦でフランスのレア・フォンテーヌに敗れた。2024年3月のグランドスラム・タシケントでは決勝まで進むも、中国のス・シンに合技で敗れて2位だった。4月の体重別では準決勝で日体大3年の新井万央に崩上四方固で敗れて3位だった。11月の講道館杯では決勝で前年に続いて瀨川に反則勝ちして2連覇を達成した。12月のグランドスラム・東京では準々決勝でキム・ハユンに敗れるも、その後の敗者復活戦を勝ち上がって3位になった。2025年2月のグランドスラム・バクーでは決勝でトルコのヒラル・オズトゥルクを腕挫脚固で破って優勝した。4月の体重別では決勝で筑波大学1年の井上朋香を有効で破って優勝した。なお、新井とともに世界選手権代表に選ばれた。続く全日本選手権は膝のケガのため出場を回避した。5月のグランドスラム・アスタナでは準決勝で韓国のイ・ヒョンジに反則負けを喫するも、3位決定戦でパリオリンピック金メダリストであるブラジルのベアトリス・ソウザを小外掛で破って3位になった。6月の世界選手権では2回戦でキム・ハユンに反則負けを喫した。世界団体では準決勝のジョージア戦で一本勝ちするも、チームは敗れて3位にとどまった。
IJF世界ランキングは700ポイント獲得で38位(25/6/2現在)。

## 戦績
- 2011年 -　全国小学生学年別柔道大会　3位　(40kg超級)
- 2012年 -　全国少年柔道大会　団体戦　優勝
- 2013年 -　全国中学校柔道大会　団体戦　3位
- 2014年 -　全国中学校柔道大会　個人戦(70kg超級)　3位
- 2015年 -　全国中学校柔道大会　個人戦(70kg超級)　2位　団体戦　2位
- 2015年 -　マルちゃん杯　団体戦　3位
- 2016年 -　ドイツカデ国際　優勝
- 2016年 -　全日本ジュニア　5位
- 2017年 -　全国高校選手権　個人戦(無差別)　5位　団体戦　5位
- 2017年 -　全日本カデ　3位
- 2017年 -　インターハイ　個人戦　5位　団体戦　2位
- 2017年 -　全日本ジュニア　3位
- 2018年 -　全国高校選手権　個人戦(無差別)　優勝　団体戦　2位
- 2018年 -　ロシアジュニア国際　優勝
- 2018年 -　金鷲旗　5位
- 2018年 -　インターハイ　個人戦 優勝
- 2018年 -　全日本ジュニア　3位
- 2019年 -　全に日本学生優勝大会　2位
- 2019年 -　全日本ジュニア　優勝
- 2019年 -　全日本学生学生体重別　2位
- 2019年 -　世界ジュニア　優勝
- 2019年 -　世界ジュニア団体戦　優勝
- 2019年 -　講道館杯全日本体重別　5位
- 2020年 -　ベルギー国際　ジュニアの部　優勝　シニアの部　3位
- 2020年 -　講道館杯　3位
- 2021年 -　体重別　2位
- 2021年 -　全日本学生優勝大会　3位
- 2021年 - 全日本学生体重別　優勝
- 2022年 -　体重別　3位
- 2022年 -　全日本選手権　5位
- 2022年 -　全日本強化選手選考会　優勝
- 2022年 -　世界団体　優勝
- 2022年 -　講道館杯　3位
- 2023年 - 体重別　3位
- 2023年 -　グランプリ・リンツ　優勝
- 2023年 - アジア大会　団体戦　優勝
- 2023年 -　講道館杯　優勝
- 2024年 -　グランドスラム・タシケント　2位
- 2024年 - 体重別　3位
- 2024年 -　講道館杯　優勝
- 2024年 - グランドスラム・東京　3位
- 2025年 - グランドスラム・バクー　優勝
- 2025年 - 体重別　優勝
- 2025年 - グランドスラム・アスタナ　3位
- 2025年 - 世界団体　3位

(出典、JudoInside.com)